# Herina goilala
Herina goilala är en tvåvingeart som beskrevs av Mcalpine 1965. Herina goilala ingår i släktet Herina och familjen fläckflugor. Inga underarter finns listade i Catalogue of Life.